# Музеи Эремитани
Гражданские музеи Падуи или Музеи Эремитани (итал. Musei civici di Padova, Musei civici degli Eremitani) — музейный комплекс, расположенный на Пьяцца Эремитани в Падуе, провинция Венето, Италия.
Музейный комплекс включает Археологический музей и Музей средневекового и современного искусства, с 1985 года размещённые в зданиях бывшего монастыря, реконструированных по проекту архитекторов Франко Альбини и Франки Хельг. Позднее к музейному комплексу был присоединён Палаццо Цукерманн, в котором расположены Музей прикладного искусства и Музей Боттасина, ставшие частью гражданских музеев.
Старейшим ядром музея является древняя коллекция Латеранских канонов монастыря Сан-Джованни-ди-Вердара, ставшие общедоступными в 1784 году. Монастырь Сан-Джованни был закрыт в 1783 году, а художественные коллекции были переданы муниципалитету. После закрытия монастырей и орденов, произошедшего в эпоху Наполеона, статус музейных коллекций в 1825 году получили коллекции венецианских, греческих и римских рукописей и табличек, которые аббат Фурланетто выставил в лоджиях Палаццо делла Раджоне.
В музейный комплекс входит знаменитая капелла Скровеньи с циклом фресок Джотто.
Последним по времени (2004) в состав Музеев Эремитани был включён Музей Рисорджименто и современности на первом этаже Caffè Pedrocchi.

## Археологический музей
В Археологическом музее хранятся находки доримской эпохи, происходящие из некрополей Падуи, датируемые VIII—III веками до нашей эры, украшенные вазы, относящиеся к третьему атестинскому периоду (VI—V века до нашей эры), палеовенецианскому периоду. стелы, вотивные предметы, этрусская бронза, италийская и палеовенецианская бронза. В римской части находятся, среди прочего, бюст Силена, погребальный камень танцовщицы Клавдии Тореумы, монументальная погребальная эдикула Волумний и многочисленные мозаики позднеримского периода. Две комнаты отведены для египетских находок, найденных падуанским исследователем Джованни Баттистой Бельцони.

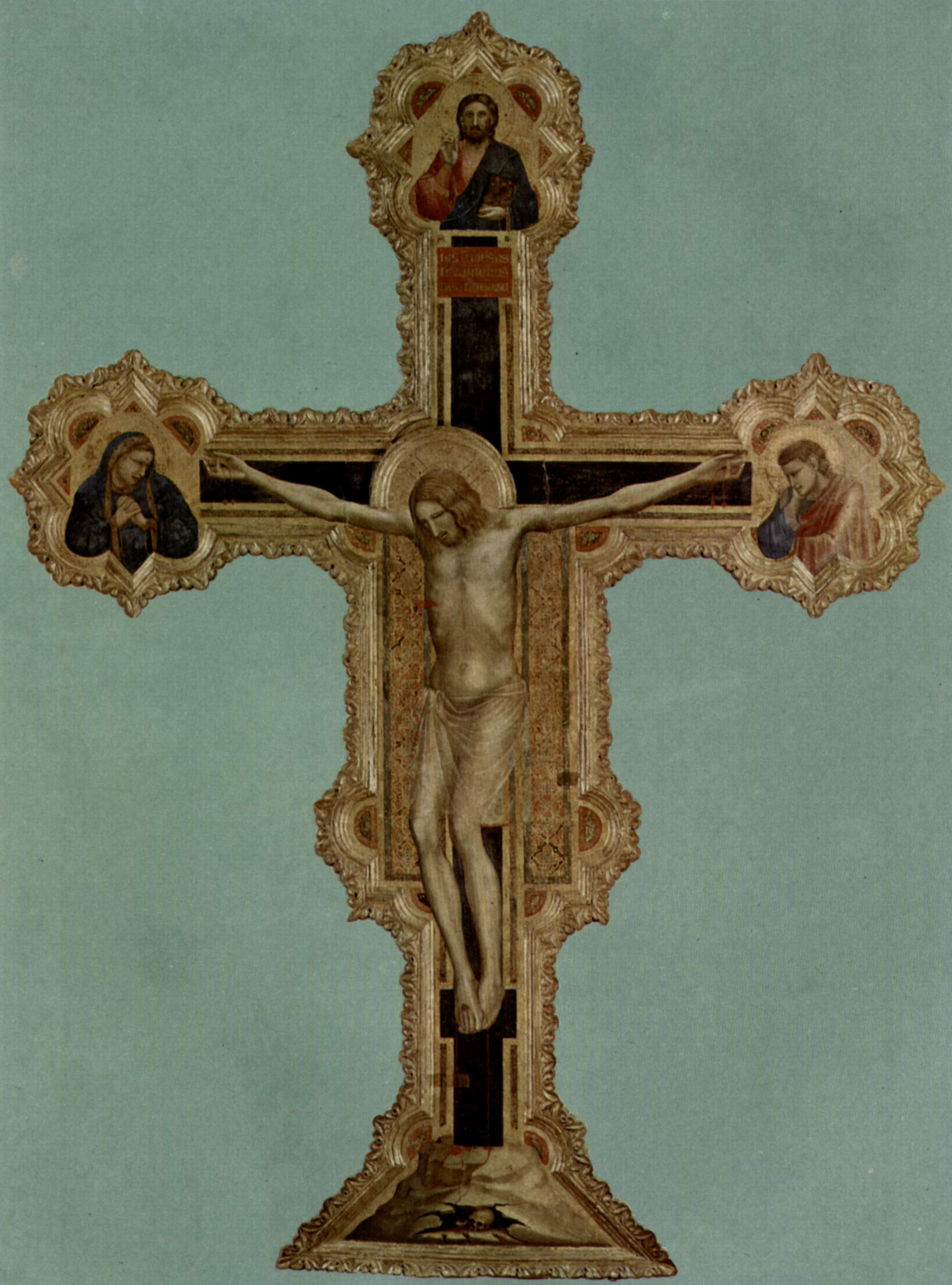
Джотто

## Музей средневекового и современного искусства

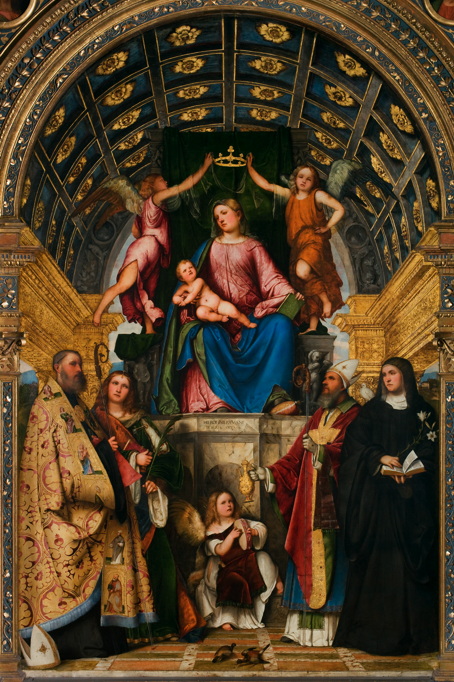
Романино — Алтарь Санта-Джустина.

В Музее средневекового и современного искусства находится художественная галерея, насчитывающая около 3 тысяч картин XIV—XIX веков, а также большая коллекция скульптур, декоративных и архитектурных фрагментов. Началом Гражданской художественной галереи стала уступка муниципалитету императором Францем Иосифом, посетившим Падую в 1857 году, картин, принадлежащих запрещённым религиозным орденам. Частные покупки и завещания пополнили коллекции.
В коллекции работы Джорджоне, Тициано Вечеллио, Джотто, Гуариенто, Франческо Скарчоне, Романино, Тинторетто, Паоло Веронезе, Антонио Канова, Джамбаттиста Тьеполо, Якопо Беллини, Пьетро Делла Веккья, Бернардо Строцци, Лука Джордано, Джамбаттиста Пьяццетта, Пьетро Лонги, Марко Риччи, Бернардино Луини, Кьяра Варотари, Андреа Превитали и других итальянских мастеров.
Лапидарий (малый монастырь) собрал архитектурно-декоративные фрагменты утерянных зданий Падуи и окрестностей, которые дают информацию о городе от средневековья до падения Венецианской республики.

## Музей прикладного искусства и музей Боттасина
В Палаццо Цукерманн находится новый Музей прикладного искусства, в котором представлено более двух тысяч экспонатов, включая мебель, священные облачения, религиозные и литургические предметы, стекло, резьбу, керамику, серебро, слоновую кость, текстиль.
Более 400 выставленных драгоценностей происходят из коллекции Леоне Триеста (1883).
На втором этаже находится музей Боттасина, в котором хранится коллекция, преимущественно нумизматическая, подаренная триестским купцом Николой Боттасином городу Падуе в 1865 году. Комнаты идеально напоминают комнаты виллы Боттасина в Триесте. Здесь есть картины, мебель, старинное оружие и скульптуры. Целый раздел посвящен более чем 20 тысячам экземпляров коллекции монет и медалей, расположенных в хронологической последовательности, начиная с экземпляров доримской эпохи, переходя к выпускам республиканской и имперской эпохи, к средневековым монетам и монетам. из венецианской эпохи, коллекция Боттацина является одной из самых полных в мире.

## Музей Рисорджименто и современность
Музей Рисорджименто и современности расположен в здании исторического Caffè Pedrocchi. Там хранятся документы, свидетельствующие о полуторавековой истории Падуи и страны, от падения Венецианской республики (1797) до обнародования Конституции Италии (1948).
В зале музея можно просмотреть ленты кинохроники того времени, оригинальную красную рубашку Гарибальди и другие экспонаты.